# Molières (Tarn i Garonna)
Molières – miejscowość i gmina we Francji, w regionie Oksytania, w departamencie Tarn i Garonna.
Według danych na rok 1990 gminę zamieszkiwało 1028 osób, a gęstość zaludnienia wynosiła 27 osób/km² (wśród 3020 gmin regionu Midi-Pyrénées Molières plasuje się na 328. miejscu pod względem liczby ludności, natomiast pod względem powierzchni na miejscu 183.).